# Kai Wulff
Kai Wulff est un acteur américain. Il est né le 18 décembre 1949.

## Filmographie
- 1982 : La Troisième Guerre mondiale (World War III) (TV)
- 1982 : Firefox, l'arme absolue
- 1983 : La Quatrième Dimension (film)
- 1983 : K 2000 (saison 1, épisode 14 "La liberté ou la mort") : Helmut Gras
- 1984 : L'Agence tous risques (saison 3 épisodes 2 et 3) : Kruger
- 1985 : K 2000 (saison 3, épisode 11 "Meurtre sur mesure") : Vlud
- 1985 : Tonnerre mécanique saison 1 épisode 5
- 1986 : Trois Amigos!, de John Landis
- 1986 : L'Agence tous risques (saison 5 épisode 10) : homme de main de Charles Jourdan
- 1986-1991 : MacGyver
  - (saison 1, épisode 16 "Pour un sourire de Penny") : Major Stepan Frolow
  - (saison 4, épisode 5 "Grand prix à Westwood") : Hans Visser
  - (saison 5, épisode 8 "La piste des rhinocéros") : Ladysmith
  - (saison 6, épisode 14 "L’œil d'Osiris") : Nicolas Von Leer
- 1995 : Assassins
- 1995 : Chien d'élite